# Aleksandr Gorczakow (polityk)
Aleksandr Michajłowicz Gorczakow (ros. Александр Михайлович Горчаков) (ur. 15 lipca 1798 w Haapsalu, zm. 11 marca 1883 w Baden-Baden) – rosyjski polityk i dyplomata. Pochodził z książęcego rodu Gorczakowów.
Karierę polityczną rozpoczął w 1841 roku, będąc posłem w Stuttgarcie, gdzie zaprzyjaźnił się z Ottonem von Bismarckiem, później od roku 1854 w Wiedniu. W latach 1856–1882 minister spraw zagranicznych, uzyskał na politykę rosyjską wpływ wszechwładny, kierując ją na tory zbliżenia z Prusami i Francją.
W stosunku do Królestwa Kongresowego popierał program Aleksandra Wielopolskiego, ale w roku 1863 odparł interwencję państw zachodnich. Od roku 1866 kanclerz. Pełniąc ten urząd w roku 1870 oznajmił mocarstwom, że Rosja nie uznaje postanowionej w traktacie paryskim w 1856 roku neutralności Morza Czarnego. Spowodowało to sprzeciw pozostałych stron traktatu paryskiego (jego art. 14 zabraniał zmian bez zgody ich wszystkich, zaś porozumienie austro-brytyjsko-francuskie z 15 kwietnia 1856 uznawało naruszenie zakazu za casus belli), ich przedstawiciele przybyli do Londynu i zawarli Traktat londyński (1871), w którym dokonano stosownych zmian.
Prowadząc politykę zagraniczną, w roku 1875 zażegnał naprężenie wojenne między Niemcami a Francją, po kongresie berlińskim (1878) zwrócił się przeciw Ottonowi von Bismarckowi.
Zmarł w Baden-Baden, pochowany został w Nadmorskiej Pustelni Trójcy Świętej i św. Sergiusza; grób zachował się do dzisiaj.